# Pürgschachen-Moos und ennsnahe Bereiche zwischen Selzthal und dem Gesäuseeingang
Pürgschachen-Moos und ennsnahe Bereiche zwischen Selzthal und dem Gesäuseeingang este o arie protejată (arie specială de conservare — SAC, sit de importanță comunitară — SCI, arie de protecție specială avifaunistică — SPA) din Austria întinsă pe o suprafață de 1.617,06 ha, integral pe uscat.

## Localizare
Centrul sitului Pürgschachen-Moos und ennsnahe Bereiche zwischen Selzthal und dem Gesäuseeingang este situat la coordonatele 47°34′48″N 14°23′12″E / 47.5799°N 14.3866°E.

## Înființare
Situl Pürgschachen-Moos und ennsnahe Bereiche zwischen Selzthal und dem Gesäuseeingang a fost declarat sit de importanță comunitară în octombrie 1995 pentru a proteja 1 specie de plante și 73 de specii de animale. Alte tipuri de protecție:
- arie de protecție specială avifaunistică (în octombrie 1995)[2]
- arie specială de conservare (în iunie 2006)[1][3][4]

## Biodiversitate
Situată în ecoregiunea alpină, aria protejată conține 12 habitate naturale: Lacuri eutrofice naturale cu vegetație de tip Magnopotamion sau Hydrocharition, Lacuri și iazuri distrofice naturale, Pajiști cu Molinia pe soluri calcaroase, turboase sau argilos-nămoloase (Molinion caeruleae), Liziere de ierburi înalte hidrofile de câmpie și de nivel montan până la alpin, Fânețe de joasă altitudine (Alopecurus pratensis, Sanguisorba officinalis), Turbării active, Mlaștini oligotrofe degradate, capabile încă de regenerare naturală, Mlaștini turboase de tranziție și turbării mișcătoare, Mlaștini alcaline, Mlaștini împădurite, Păduri aluvionare cu Alnus glutinosa și Fraxinus excelsior (Alno-Padion, Alnion incanae, Salicion albae), Păduri mixte riverane de Quercus robur, Ulmus laevis și Ulmus minor, Fraxinus excelsior sau Fraxinus angustifolia, de-a lungul marilor râuri (Ulmenion minoris).
La baza desemnării sitului se află mai multe specii protejate:
- plante (1): Hamatocaulis vernicosus
- păsări (66): uliu porumbar (Accipiter gentilis), uliu păsărar (Accipiter nisus), lăcar mare (Acrocephalus arundinaceus), lăcar-de-mlaștină (Acrocephalus palustris), lăcar-de-rogoz (Acrocephalus schoenobaenus), fluierar de munte (Actitis hypoleucos), pescăruș albastru (Alcedo atthis), rață sulițar (Anas acuta), rață pitică (Anas crecca), rață cârâitoare (Anas querquedula), rață pestriță (Anas strepera), fâsă de luncă (Anthus pratensis), fâsă de pădure (Anthus trivialis), stârc cenușiu (Ardea cinerea), stârc roșu (Ardea purpurea), cocoșul de mesteacăn (Bonasa bonasia), buhai de baltă (Botaurus stellaris), buha (Bubo bubo), mugurar roșu (Carpodacus erythrinus), chirighiță neagră (Chlidonias niger), barză albă (Ciconia ciconia), barză neagră (Ciconia nigra), erete de stuf (Circus aeruginosus), erete vânăt (Circus cyaneus), erete cenușiu (Circus pygargus), prepeliță (Coturnix coturnix), cristeiul de câmp (Crex crex), ciocănitoare cu spate alb (Dendrocopos leucotos), ciocănitoare neagră (Dryocopus martius), egretă albă (Egretta alba), șoim călător (Falco peregrinus), șoimul rândunelelor (Falco subbuteo), vânturel de seară (Falco vespertinus), muscar-gulerat (Ficedula albicollis), becațină comună (Gallinago gallinago), cufundar polar (Gavia arctica), stârc pitic (Ixobrychus minutus), capîntortură (Jynx torquilla), sfrâncioc roșiatic (Lanius collurio), pescăruș râzător (Larus ridibundus), Locustella naevia, gușă albastră (Luscinia svecica), ferestrașul mare (Mergus merganser), gaia neagră (Milvus migrans), gaia roșie (Milvus milvus), codobatura galbenă (Motacilla flava), rață cu ciuf (Netta rufina), stârc de noapte (Nycticorax nycticorax), vultur pescar (Pandion haliaetus), viespar (Pernis apivorus), cormoran mare (Phalacrocorax carbo), codroșul de pădure (Phoenicurus phoenicurus), ciocănitoare verzuie (Picus canus), corcodel mare (Podiceps cristatus), cresteț cenușiu (Porzana parva), cresteț pestriț (Porzana porzana), cristei de baltă (Rallus aquaticus), pițigoi-pungar (Remiz pendulinus), lăstun de mal (Riparia riparia), mărăcinar (Saxicola rubetra), mărăcinar negru (Saxicola torquatus), corcodel mic (Tachybaptus ruficollis), fluierar de mlaștină (Tringa glareola), fluierarul de zăvoi (Tringa ochropus), pupăză (Upupa epops), nagâț (Vanellus vanellus)
- mamifere (4): vidră de râu (Lutra lutra), liliac cu urechi de șoarece (Myotis blythii), liliac comun (Myotis myotis), liliacul mic cu potcoavă (Rhinolophus hipposideros)
- nevertebrate (1): fluturele auriu (Euphydryas aurinia)
- pești (2): zglăvoacă (Cottus gobio), Eudontomyzon mariae

Pe lângă speciile protejate, pe teritoriul sitului au mai fost identificate 96 de specii de plante, 1 specie de păsări, 1 specie de amfibieni, 89 de specii de nevertebrate, 2 specii de pești, 2 specii de reptile.